# Djarkourgan
Djarkourgan (en ouzbek: Jarqoʻrgʻon/Жарқўрғон) est une ville du sud de l'Ouzbékistan dans la province de Sourkhan-Daria. Elle est le chef-lieu administratif du district du même nom. Elle comptait 20 900 habitants en 2005.
Djarkourgan a obtenu le statut de ville en 1973.

## Population
| 1959 | 1970   | 1979   | 1989   | 2005   |
| ---- | ------ | ------ | ------ | ------ |
| 7049 | 11 558 | 13 989 | 17 687 | 20 900 |

## Patrimoine
Le minaret de Djarkourgan date de 1109-1110, ce qui en fait l'un des plus vieux d'Asie centrale. Il aurait atteint 50 mètres de hauteur selon les archéologues et atteint aujourd'hui 22 mètres. Il est en briques crues avec seize semi-colonnes. La perspective est accentuée, vue d'en bas, par le rétrécissement des semi-colonnes. Un petit musée se trouve à côté.